# 曾訸
曾訸（?—?），字端伯，自号至游子，福建晋江人。
早年曾擔任尚书郎、直宝文阁，奉祠。以博學著稱，著书颇丰，晚年潜心养生之术。著有《道枢》一百二十篇。